# Гутс-Мутс, Иоганн Кристоф Фридрих
Иоганн Кристоф Фридрих Гутс-Мутс (нем. Johann Christoph Friedrich GutsMuths; 9 августа 1759, Кведлинбург — 21 мая 1839, Ибенхайн) — немецкий педагог.

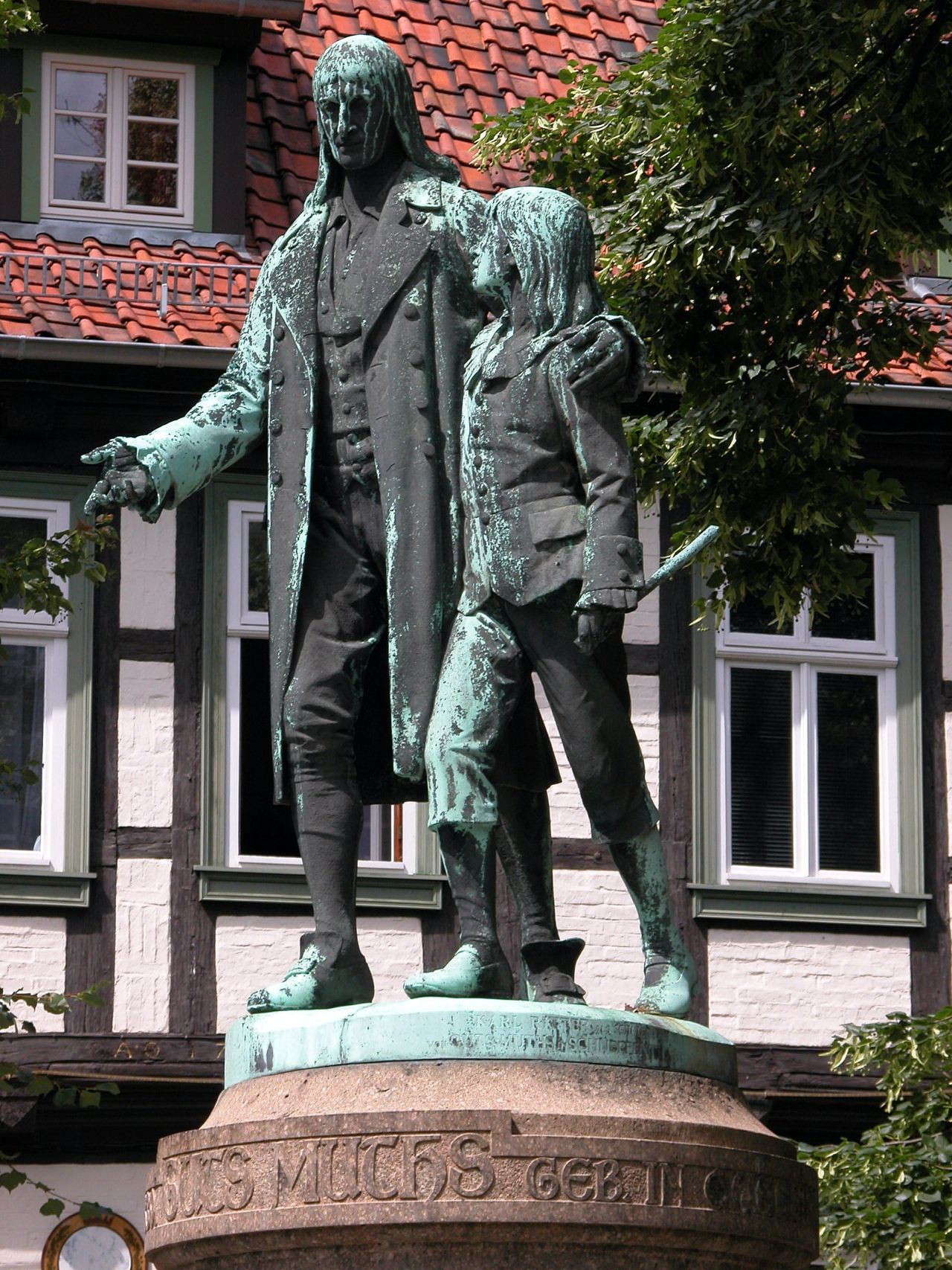
Памятник Гутс-Мутсу в Кведлинбурге

Изучал теологию в университете Халле.
Преимущественно Гутс-Мутс известен как один из основоположников (наряду с Фридрихом Людвигом Яном) германской физкультурной педагогики. Его книга «Гимнастика для юношества» (нем. Gymnastik für die Jugend; 1793) была первым немецким гимнастическим пособием. Кроме того, Гутсмутсу принадлежат учебник по плаванию (нем. Kleines Lehrbuch der Schwimmkunst; 1798) и учебное пособие по игровым видам спорта под названием «Игры для упражнения и отдыха тела и духа» (нем. Spiele zur Übung und Erholung des Körpers und Geistes; 1796), в котором, в частности, содержится первое описание правил игры в бейсбол.
Гутс-Мутсу принадлежит также ряд трудов по географии — в частности, популярный учебник «Handbuch der Geographie» (1810). В фундаментальном труде «Полное пособие по новейшему землеописанию» (нем. Vollständigen Handbuch der neuesten Erdbeschreibung;
совместно с Гаспари, Гасселем, Каннабихом и Укертом) Гутс-Мутсом написаны тома 19 и 20, посвящённые Южной Америке (1827—1830).